# Henry Scott Holland
Pour les articles homonymes, voir Holland.
Henry Scott Holland (né le 27 janvier 1847 et mort le 17 mars 1918) est un théologien et écrivain britannique, Regius Professor of Divinity à l'Université d'Oxford. Il est également chanoine de Christ Church, Oxford. 
En mai 1910, alors qu'il est chanoine à la cathédrale Saint-Paul de Londres, Henry Scott Holland prononce un sermon, peu après la mort du roi Édouard VII, décédé le 6 mai, intitulé Death the King of Terror (Mort, Souverain des Terreurs). Le passage débutant par “Death is nothing at all” (« La mort n'est rien. Elle ne compte pas. Je suis simplement passé dans la pièce à côté ») est souvent utilisé dans les cérémonies funéraires en France, par exemple lors des obsèques d'Annie Girardot. Ce texte est couramment attribué, à tort, à Charles Péguy, mais la source de cette fausse attribution n'a pas encore été identifiée.